# Aemilianus
Marcus Aemilius Aemilianus (n. 207 d.Hr., Djerba, Guvernoratul Medenine, Tunisia – d. 253 d.Hr., Spoleto, Umbria, Italia) a fost împărat roman pentru trei luni în anul 253.

## Biografie
Maur de origine, Aemilian s-a născut într-o familie săracă din provincia Africa. S-a căsătorit cu Cornelia Supera. Alte date despre tinerețea sa nu sunt cunoscute. În 251, guvernatorul Moesiei Superior, Trebonianus Gallus, a fost proclamat împărat după moartea lui Decius și a fiilor săi. Aemilian a fost trimis la Dunăre, pentru a-l înlocui pe Gallus în funcția de guvernator. A fost în același timp guvernator în Pannonia și Moesia. Marea responsabilitate a lui era să apere granița dunăreană de atacurile goților conduși de regele Cniva.

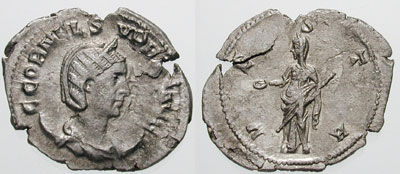
Cornelia Supera, soția lui Aemilian

Trebonianus Gallus a devenit nepopular în rândul armatei din cauza înfrângerilor repetate. Cu goții a fost semnat un tratat, iar perșii sub Shapur I au cucerit Siria. Când goții au cerut tribut, Aemilian a refuzat să-l dea și i-a învins în vara anului 253. Armata l-a proclamat împărat pe Aemilian. Acesta a pornit marșul spre Italia. Gallus și fiul său Volusianus au strâns mai multe legiuni, chiar și de pe Rin, pentru a apăra tronul de uzurpator. Dar nu s-a dat nici o bătălie, deoarece soldații lui Gallus și-au dat seama de superioritatea miltară a lui Aemilian și l-au ucis pe împărat și pe fiul său. Aemilian a fost recunoscut ca împărat.
Senatul i-a conferit lui Aemilian titlul de Augustus. Cu toate acestea, Valerian, guvernatorul provinciilor de pe Rin, loial împăratului defunct, s-a declarat împărat. Aemilian și noul uzurpator s-au întâlnit la Spoleto, dar nici de data aceasta nu a fost o bătălie. Aemilian a fost ucis de propriile trupe și Valerian i-a urmat la tron.